# Adam Sedlák
Adam Sedlák (* 28. června 1989 Praha) je český režisér a scenárista.

## Život
Vystudoval Filmovou akademii Miroslava Ondříčka v Písku. Jeho absolventský snímek L. H. byl nominován na Cenu Magnesia za nejlepší studentský film. Jeho debut Domestik získal dvě nominace na České lvy, proměnil nominaci za nejlepší zvuk. Jeho druhý celovečerní film BANGER. vznikl během 15 natáčecích dní a byl celý natočen na mobilní telefon.

## Tvorba
Adam Sedlák patří mezi mladou generaci českých tvůrců, kteří se věnují generační tvorbě formou, tématy i stylem. Dokazuje to formálně stylizovaný snímek o bodybuildingu Domestik, ale také úspěšný film o drogovém dealerovi a hiphopové komunitě BANGER. Schopnost zachytit nálady a rozpoložení mladé generace zachycuje také v online seriálu Semestr s Janem Cinou a Annou Kameníkovou v hlavních rolích.
V roce 2024 začal vycházet seriál Adikts, u kterého Sedlák obstaral scénař i režii. Seriál je součástí rozsáhlejší kampaně zaměřené na nebezpečí užívání drog mladou generací, byl ale kritizován některými adiktology a dalšími odborníky.

## Filmografie

### Hrané filmy
- Domestik (2018)
- BANGER. (2022)

### Televizní tvorba
- Semestr (seriál, 2016)
- Adikts (seriál, 2024)

## Ocenění
- 1. místo Filmové nadace za nejlepší nerealizovaný scénář roku k filmu Domestik (2015)
- Cena Best New Director za film Domestik na festivalu Sitges (2018)
- 30 pod 30 – ocenění časopisu Forbes pro mladé talenty[7]